# Hosidius Geta
Hosidius Geta war ein römischer Dichter, der um das Jahr 200 n. Chr. tätig war. Nach dem Zeugnis seines Zeitgenossen Tertullian (De prescriptione haereticorum 42) verfasste er eine Tragödie mit dem Titel Medea, die aus Centonen des Vergil bestand. Das bedeutet, dass der Text fast ausschließlich aus Vergilzitaten (Verse und Versteile) zusammengesetzt ist.
Im Codex Salmasianus ist neben anderen Vergilcentonen auch eine Medea in 461 Versen überliefert, die nach Ansicht der Forschung mit dem genannten Werk identisch ist. Die Cento-Technik ist nicht meisterhaft, der Text enthält zahlreiche Verstöße gegen die Regeln der Metrik, Prosodie und Syntax.

## Editionen
- Maria Teresa Galli: Hosidius Geta, Medea. Text, Translation, and Commentary [lateinisch-italienisch mit englischen Zusammenfassungen] (= Vertumnus. Berliner Beiträge zur Klassischen Philologie und zu ihren Nachbargebieten. Band 10). Edition Ruprecht, Göttingen 2017, ISBN 978-3-8469-0121-2.
- Rosa Lamacchia: Hosidii Getae Medea: cento Vergilianus (Bibliotheca Teubneriana). Teubner, Leipzig 1981 (maßgebliche Textausgabe).
- Giovanni Salanitro: Osidio Geta, Medea. Introduzione, testo critico, traduzione ed indici (= Bibliotheca Athena. Band 24). Rom 1981.